# International Business Systems
IBS AB (International Business Systems), är ett svenskt företag som är en global leverantör av affärssystem och konsulttjänster för handel och varuförsörjning, så kallad Supply Chain Management.
Företaget är organiserat i fem geografiska affärsområden och har dotterbolag i 22 länder. IBS levererar affärslösningar till mer än 5000 kunder i över 40 länder. IBS har totalt ca 1900 medarbetare världen över varav cirka 600 sitter de nordiska länderna. Den största enheten i IBS-koncernen är IBS Sverige AB. 
IBS grundades 1978 och är noterat på Stockholmsbörsen OMX (OMX STO:IBS) sedan 1986. De omsatte cirka 2,3 miljarder kronor år 2006 och har dotterbolag i 22 länder.
IBS avnoterades från Stockholmsbörsen i augusti 2011 efter det att Symphony Technology Group köpt upp bolaget.